# Progetto DHARMA

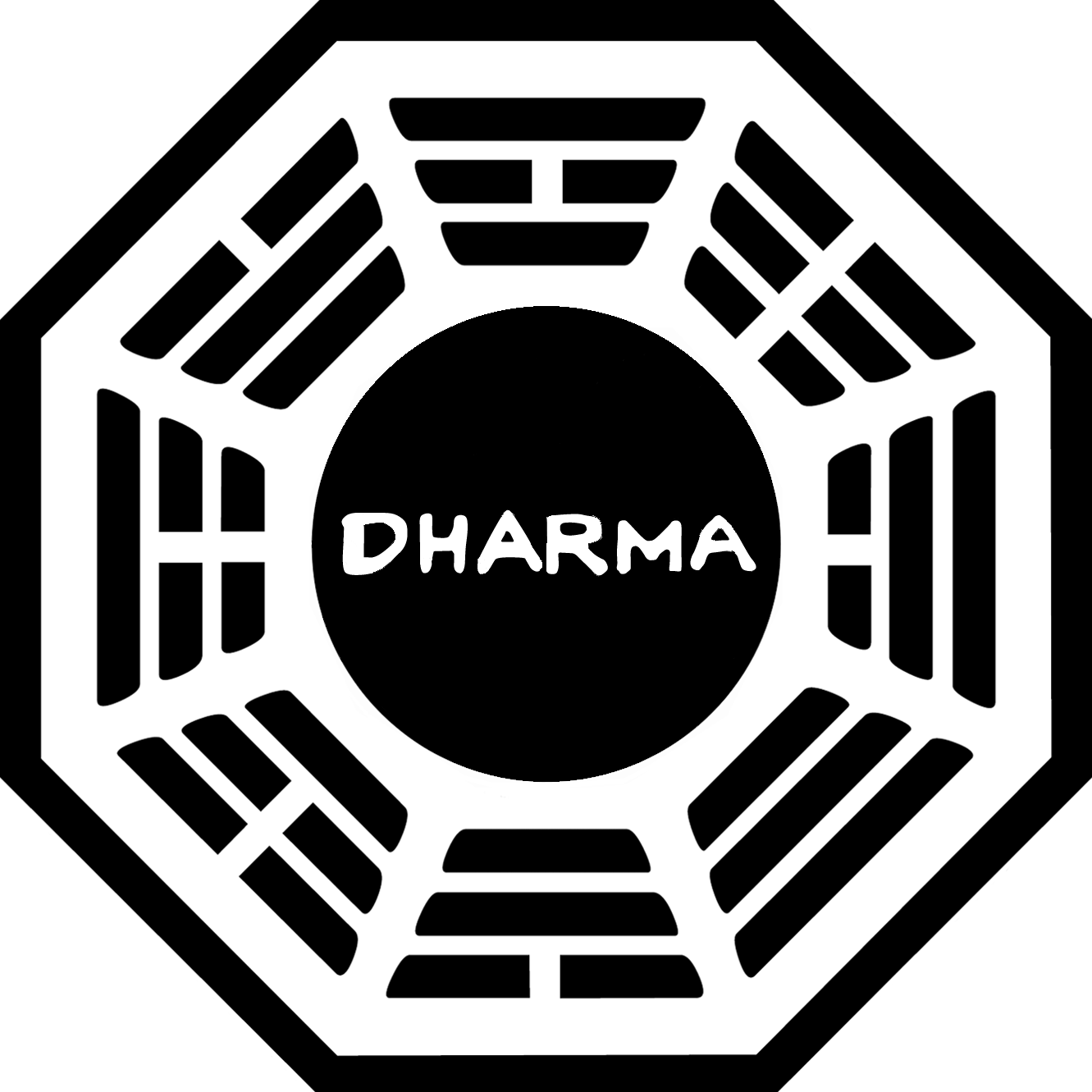
Il logo del Progetto DHARMA

Il Progetto DHARMA (Department of Heuristics and Research on Material Applications, "Dipartimento di Euristica e Ricerca su Applicazioni Materiali"), o DHARMA Initiative in inglese, nella serie televisiva statunitense Lost, è un misterioso progetto scientifico con base sull'isola, attivo tra l'inizio degli anni settanta e i primi anni novanta, finanziato dal magnate danese Alvar Hanso con lo scopo di cambiare i valori fondamentali dell'equazione di Valenzetti. Esso viene menzionato per la prima volta nel terzo episodio della seconda stagione, Orientamento.

## Gli eventi
Molto di ciò che è stato rivelato sul Progetto DHARMA proviene da un filmato orientativo ritrovato in un bunker sotterraneo, la "botola", da John Locke e Jack Shephard, due protagonisti della serie. Questo filmato delinea gli scopi e le istruzioni per la stazione 3: il Cigno. Le istruzioni nel film, lievemente danneggiato poiché girato nel 1980, vengono illustrate dal Dr. Marvin Candle (alias Pierre Chang). Tale film è archiviato come "3 di 6" ed è visibilmente mancante di una sequenza.

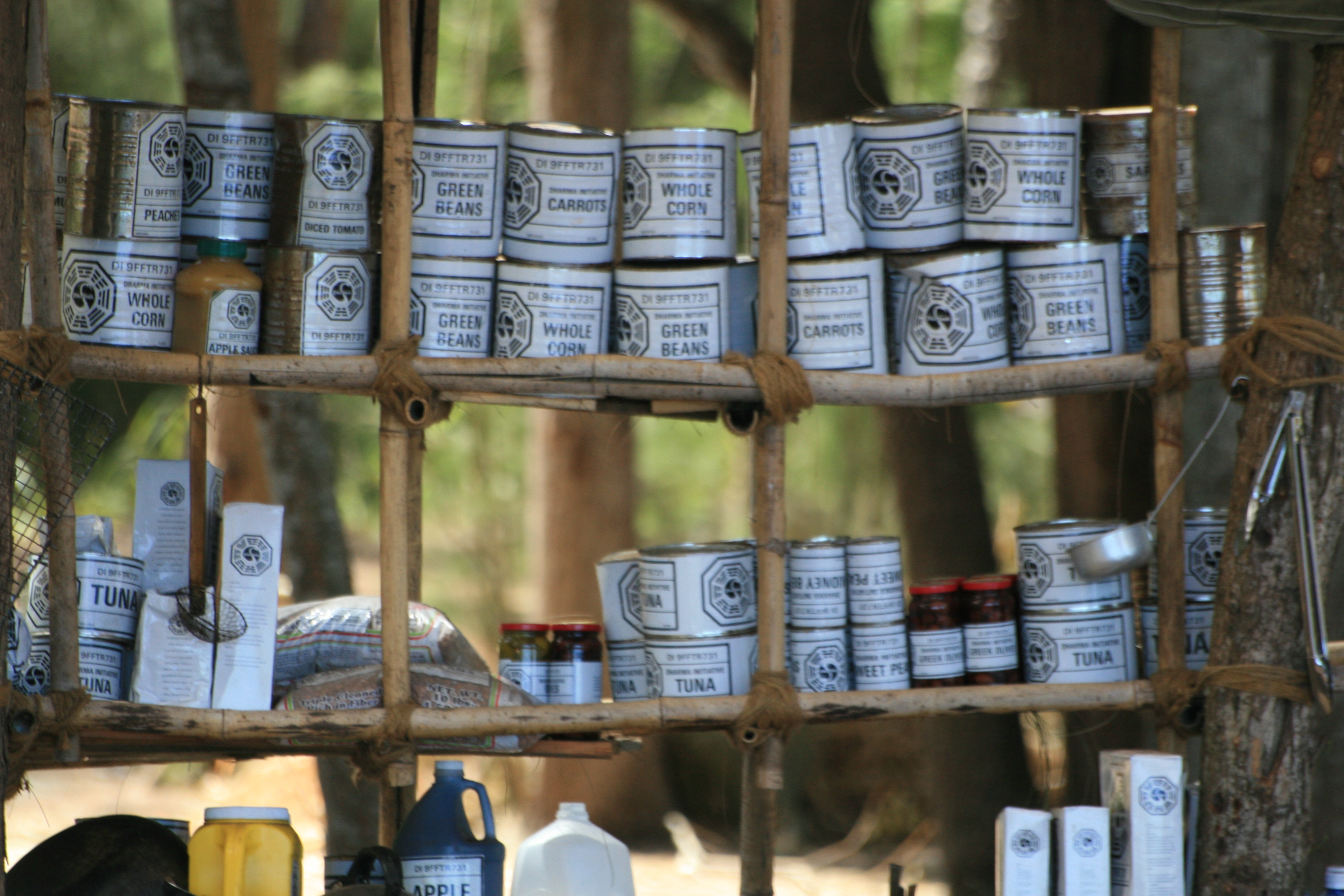
I rifornimenti alimentari del Progetto DHARMA usati dai sopravvissuti. Su ogni confezione è visibile il logo della prima stazione scoperta, il Cigno.

Il film illustra la storia del Progetto DHARMA, descrivendo la sua fondazione, avvenuta nel 1970 presso l'Università del Michigan dai laureandi Karen e Gerald de Groot, grazie al finanziamento della Hanso Foundation. Il progetto aveva lo scopo di riunire "scienziati da tutto il mondo e dal libero pensiero" allo scopo di condurre una ricerca globale su vasta scala su diverse discipline scientifiche, tra cui la meteorologia, la psicologia, la parapsicologia, la zoologia, l'elettromagnetismo e l'utopismo sociale. Fra coloro che sono menzionati per aver contribuito al lavoro dei De Groot vi sono psicologi americani e il libro Walden Two scritto dal visionario Burrhus Skinner.
La sequenza mancante del filmato viene scoperta da Mr. Eko, uno dei personaggi principali della seconda stagione, dentro una finta bibbia trovata in un altro bunker, utilizzato come rifugio dai sopravvissuti della coda. Nell'episodio Storia di Kate, questa parte del filmato viene consegnata a Locke, che ottiene così il filmato completo. La seconda parte contiene ammonimenti ai soggetti dell'esperimento di evitare di utilizzare il sistema informatico per comunicare con il mondo esterno, che secondo il presentatore dello stesso, il dr. Marvin Candle, potrebbe portare ad un altro incidente.
Nella puntata finale della seconda stagione, Si vive insieme, si muore soli, viene rivelato che il film era stato tagliato da un ex abitante della stazione Cigno, Stuart Radzinsky, che in seguito, in base a quanto raccontato da Kelvin Joe Inman, pare si sia suicidato con un colpo di fucile in bocca.
Nella puntata intitolata ?, Locke e Mr. Eko scoprono la stazione 5, la Perla, nella quale si trova un'altra videocassetta orientativa, risalente anch'essa al 1980. Il protagonista è lo stesso Pierre Chang, ma che si identifica questa volta come Mark Wickmund.
Secondo il video, la stazione Perla veniva usata per monitorare e documentare le attività di altre stazioni situate sull'isola. Nel video viene spiegato che nelle altre stazioni vengono realizzati esperimenti psicologici, dove il team di persone è condizionato a credere che il proprio lavoro sia di grande importanza.
I membri del Progetto DHARMA assegnati alla stazione Perla hanno il compito di registrare ogni azione eseguita nella stazione di monitoraggio del Cigno. I registri con questi appunti vengono inviati attraverso un tubo pneumatico. Il tubo si scopre terminare in un luogo molto isolato, ove giace una gran quantità di questi registri, apparentemente mai toccati.

### La Purga e la fine del progetto sull'Isola
Nell'episodio della terza stagione Digitare 77, viene rivelato da Mikhail Bakunin, l'abitante della Fiamma (più tardi rivelatosi essere un membro degli Altri), che tutte le stazioni della DHARMA Initiative impiegate sull'isola sono state "liberate" dagli "Ostili" (il nome dato agli Altri dai membri del Progetto DHARMA). Al tempo, i produttori Damon Lindelof e Carlton Cuse dissero in un episodio del podcast ufficiale della serie che Mikhail stava dicendo la verità, anche se da una prospettiva potenzialmente "parziale". La serie di eventi è largamente confermata nell'episodio L'uomo dietro le quinte, dove diversi degli Altri sono visti uccidere, con l'aiuto di Ben, coloro che vivono nell'accampamento del Progetto DHARMA con un gas letale, per impossessarsi quindi di molte stazioni e dell'accampamento stesso. L'avvenimento, noto come la Purga, pare sia avvenuto il 19 dicembre 1992, grazie all'aiuto di Benjamin Linus, figlio di Roger ed operaio del progetto DHARMA.

### Oggi
Nell'alternate reality game The Lost Experience, il Progetto DHARMA si rivela avere lo scopo di trovare una strada per cambiare i diversi valori dell'equazione di Valenzetti, un'equazione matematica elaborata dal matematico sardo Enzo Valenzetti per predire la fine del mondo. Thomas Mittelwerk, un membro della Hanso Foundation, più tardi dirà, ad ogni modo, che "il Progetto DHARMA ha fallito".
La Hanso Foundation, finanziatrice del progetto, ha ritirato i finanziamenti nel 1987, anche se a quanto sembra, i rifornimenti continuano ad essere paracadutati sull'Isola nel 2004 e le sue attrezzature continuano a funzionare, se ciò che Kelvin ha rivelato a Desmond, ovvero di essersi unito al progetto dopo la fine della prima guerra del Golfo è vero.
Nel 2008, Benjamin Linus scopre che i rifornimenti del progetto DHARMA continuano ad arrivare sull'isola perché sulla terraferma si crede che il progetto sia ancora attivo: infatti, nel corto The new man in charge, si scopre che i rifornimenti arrivano da una stazione DHARMA situata nell'isola di Guam, e l'invio di esse avviene ad opera di due addetti, i quali nemmeno conoscono la precisa destinazione delle stesse. A questo punto, Linus mostra un filmato introduttivo del progetto DHARMA (con informazioni fino a prima sconosciute anche ai telespettatori) e licenzia i due, quindi il progetto DHARMA può considerarsi chiuso.

## Stazioni di ricerca
Il Progetto DHARMA ha costruito sull'isola diverse stazioni di ricerca, ognuna delle quali è orientata verso un particolare settore scientifico. Ciascuna di queste strutture ha un particolare simbolo associato ad essa: un ottagono con dei segmenti all'interno basati sullo "stemma" del bagua con un simbolo differente per ogni stazione al centro.  Di seguito vengono presentate le stazioni nell'ordine in cui sono state presentate nella serie, con i personaggi che l'hanno scoperta e alcune caratteristiche.

### Il Cigno
Il Cigno (The Swan), stazione numero 3: è la prima stazione a comparire nella serie. Ne viene scoperto l'ingresso (nell'episodio Inseguimento) da Locke e Boone, ma è solo nella seconda stagione che alcuni dei sopravvissuti (Kate, Locke e Jack) fanno il loro ingresso nella stazione (in Uomo di scienza, uomo di fede). Al momento della scoperta la stazione è occupata da Desmond (nel seguito degli episodi si scopre che era un conoscente di Jack). Lo scopo della stazione è quello di limitare gli effetti del campo elettromagnetico presente sull'isola e a questo scopo è necessario seguire una rigida procedura, che consiste nel digitare il codice "4 8 15 16 23 42" ogni 108 minuti. Alla fine della seconda stagione la stazione viene fatta implodere. Il suo simbolo, riportato al centro dell'ottagono di cui sopra, è un cigno.
Apparentemente è, insieme al Lampione, l'unica stazione della DHARMA a non essere passata sotto il controllo degli Altri dopo gli eventi del 19 dicembre 1992. Al suo interno doveva trovarsi anche Stuart Radzinsky fino a poco tempo prima dello schianto del volo 815.

### La Freccia
La Freccia (The Arrow), stazione numero 2: la stazione viene scoperta (in Gli altri 48 giorni) dai sopravvissuti della sezione di coda ed usata come ricovero fino al loro ricongiungimento con gli altri sopravvissuti. Lo scopo della stazione è quello di raccogliere informazioni ed elaborare strategie difensive contro i "nemici". Il suo simbolo è una freccia.

### Il Caduceo
Il Caduceo (The Staff): la stazione viene prima scoperta da Claire in stato di incoscienza, e viene poi "riscoperta" dalla stessa Claire, da Kate e da Danielle (in Maternità). Si tratta di una stazione medica, usata dagli Altri come luogo per le loro ricerche sulla fertilità. Da notare come non vi si faccia mai riferimento con il suo nome, di cui si è a conoscenza solo perché scritto su una mappa, ma mai usato in seguito: di conseguenza non ne esiste una traduzione italiana definitiva. Il suo simbolo è un caduceo.

### La Perla
La Perla (The Pearl), stazione numero 5: la stazione viene scoperta prima da Nikki e Paulo (in Exposé) e in seguito da Locke e Eko (in Question Mark 2x21). Stazione di monitoraggio delle attività delle altre presenti sull'isola è interamente sotterranea ed è identificata, in superficie, da un gigantesco punto interrogativo. È sede di un esperimento psicologico a cui sono sottoposti gli ignari occupanti. Il suo simbolo è una perla.

### L'Idra
L'Idra (The Hydra), stazione numero 1, è la più grande vista nella serie. Viene vista per la prima volta quando Jack, Kate e Sawyer vi vengono tenuti prigionieri dagli Altri (in Storia di due città). È situata su una seconda isola, più piccola di quella principale su cui è precipitato l'aereo, e sembra la occupi quasi interamente. Veniva usata dal Progetto DHARMA per ricerche di tipo zoologico (ci sono gabbie per orsi polari e acquari per squali e delfini), ma è stata poi occupata dagli Altri per sviluppare dei progetti non ben definiti. Il suo simbolo è un'idra.

### La Fiamma
La Fiamma (The Flame), stazione numero 4: viene scoperta da Kate, Locke e Sayid (in Digitare 77). Si tratta di una stazione per telecomunicazioni, in seguito occupata dagli Altri, nello specifico da Mikhail. Viene poi fatta esplodere da Locke. Il suo simbolo è una fiamma.

### Lo Specchio
Lo Specchio (The Looking Glass): viene scoperta da Charlie (in Greatest Hits). Si tratta di una stazione subacquea, usata da Ben per interrompere tutte le comunicazioni dall'isola verso il mondo esterno. Viene distrutta da Mikhail nell'episodio finale della terza stagione, Attraverso lo specchio. Il suo simbolo è un coniglio, evidente riferimento al romanzo Attraverso lo specchio e quel che Alice vi trovò di Lewis Carroll.

### La Tempesta
La Tempesta (The Tempest): viene scoperta da Daniel e Charlotte (in L'altra donna). Si tratta di una stazione elettrica che fornisce energia a tutta l'isola, ma capace anche di generare gas potenzialmente tossici. Il suo simbolo è un'onda.

### L'Orchidea
L'Orchidea (The Orchid), stazione numero 6: citata in un video presentato dai produttori ad una convention, viene presentata come una stazione non botanica, ma con studi potenzialmente pericolosi. Si scopre in seguito che nella stazione ci si occupava di viaggi nello spazio-tempo. Viene scoperta da Locke e Hurley (in Casa dolce casa, prima parte). Il logo della stazione viene visto per la prima volta su un fascicolo appartenente all'equipaggio del Kahana e rappresenta un'orchidea. Dietro l'apparecchiatura per i viaggi spazio-temporali si cela una caverna, al cui interno vi è una ruota (apparentemente più antica della stazione stessa) che viene girata da Ben e successivamente anche da Locke per spostare l'isola nello spaziotempo.

### Il Lampione
Il Lampione (The Lamp Post) è l'unica stazione della DHARMA presente al di fuori dell'isola, situata nei sotterranei di una chiesa di Los Angeles. Jack, Sun, Desmond e Ben vi vengono condotti per la prima volta da Eloise Hawking in 316, ma ne viene dato un primo scorcio in La grande menzogna. Lo scopo della stazione, la prima ad essere costruita, è quello di individuare e prevedere la posizione dell'isola durante i suoi spostamenti. Il suo simbolo è un lampione stilizzato, riferimento alle Cronache di Narnia di C. S. Lewis.

## Il Tempio e la Porta
Infine, sono presenti sull'isola altre due località collegate in qualche modo al Progetto.
La prima è il Tempio (The Temple): viene citato da Ben come il posto più sicuro sull'isola. La sua appartenenza al Progetto DHARMA è stata proposta quando un simbolo simile a quelli delle altre stazioni è comparso su una mappa, con la dicitura tempio. Viene visto per la prima volta in Questo posto è la morte: sembra essere una costruzione molto antica, tanto da rendere incerta l'appartenenza al Progetto.
La seconda è una porta in pietra nei pressi del villaggio esca degli Altri sulla spiaggia, scoperta prima da Michael (in Tre minuti) e poi da Sayid (in Si vive insieme, si muore soli). Lo scopo della porta, se ne esiste uno, è ancora ignoto: dietro di essa sembra esservi solo un muro di pietra. Chiamata la Porta (The Door) dagli appassionati, viene collegata al Progetto poiché presenta anch'essa un bagua, con un rettangolo aureo come logo.

## Citazioni in altre opere
Il simbolo del Progetto DHARMA appare per una frazione di secondo tra le prime immagini del film Cloverfield del 2008, diretto da Matt Reeves e prodotto da J. J. Abrams, stesso produttore di Lost.